# Kastelruth
Kastelruth ([ˌkastl̩ˈʀuˑt]; italienisch Castelrotto, ladinisch Ciastel) ist eine italienische Marktgemeinde mit 7019 Einwohnern (Stand 31. Dezember 2023) in Südtirol in der Nähe von Bozen.
Die gemischt deutsch- und ladinischsprachige Gemeinde ist durch die Seiser Alm, der größten Hochalm Europas, ein bekannter Tourismusort.

## Geographie

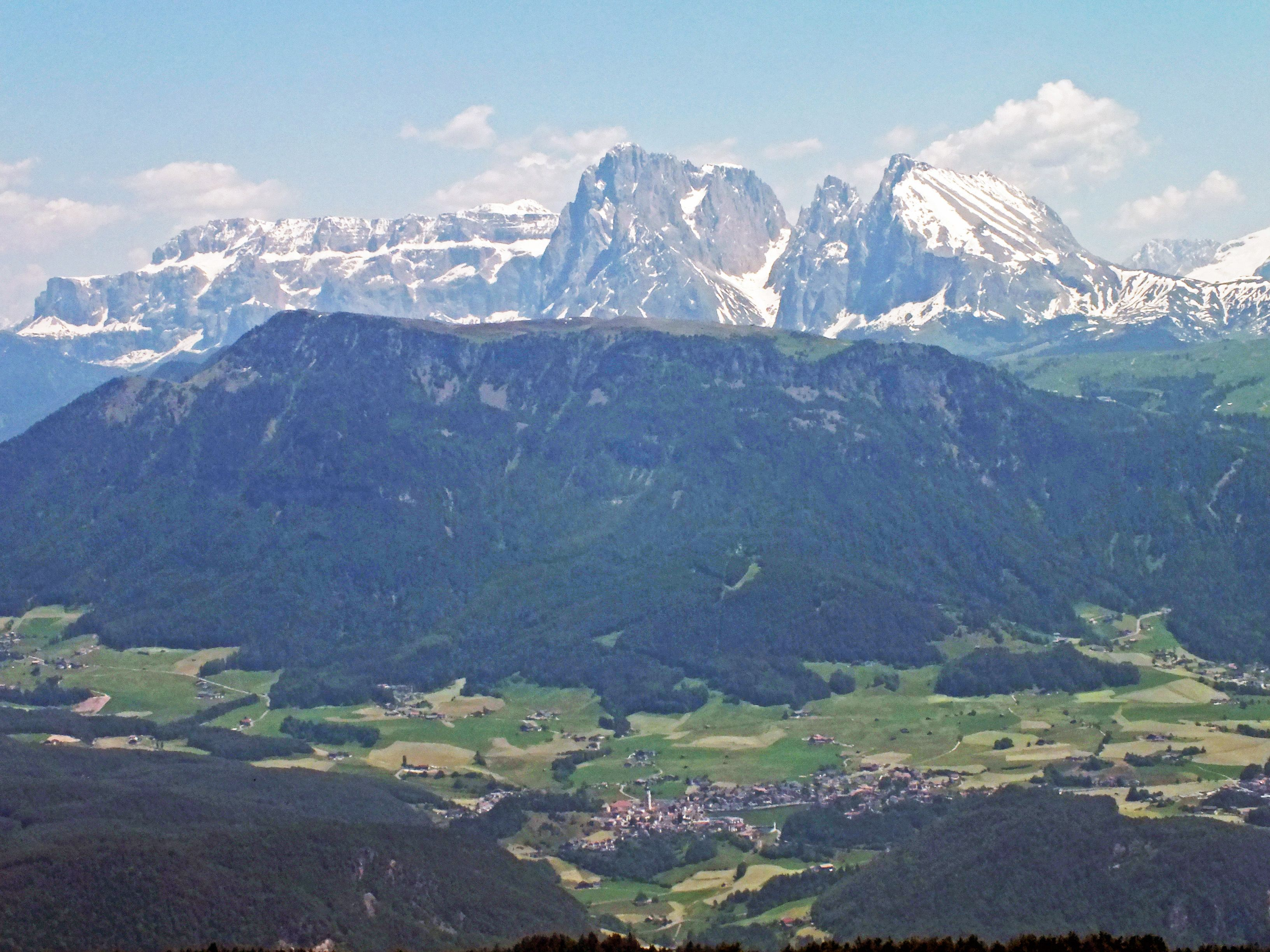
Der Hauptort Kastelruth von Westen, darüber die Hochfläche der Seiser Alm, im Hintergrund Gipfel der Dolomiten (links Sella-, rechts Langkofelgruppe)

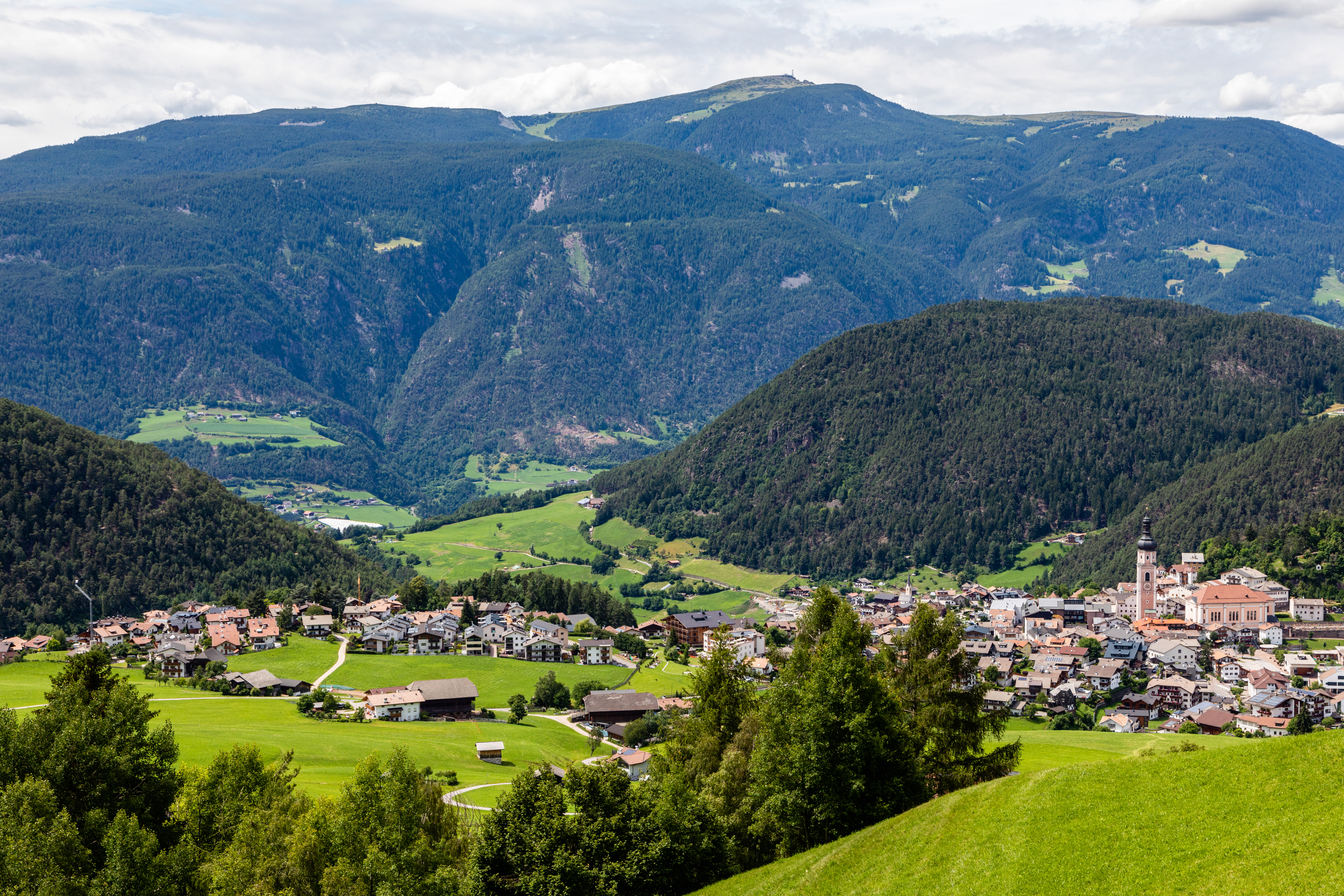
Blick auf den Hauptort von Südost

Die Gemeinde umfasst Flächen im unteren Eisacktal, in Gröden sowie in den umliegenden Berggebieten der Dolomiten.
Die Mehrzahl der zwölf Fraktionen verteilt sich im Schlerngebiet, einer Mittelgebirgslandschaft, die sich auf der orographisch linken, östlichen Seite des unteren Eisacktals erstreckt. Die zwei mit Abstand größten Dörfer sind dabei der Hauptort Kastelruth (1060 m) und südlich davon Seis am Schlern (1000 m). Um diese gruppieren sich die kleinen Ortschaften Tisens (930 m), Tagusens (950 m), Telfen (1100 m), St. Michael (1250 m) und St. Oswald (750 m) sowie die Streusiedlungen St. Valentin und St. Vigil. Im Westen endet Kastelruth im schluchtartig ausgeformten Talgrund am Eisack.
Im Norden erreicht Kastelruth jenseits des Panidersattels (1437 m) das ladinische Sprachgebiet bzw. Ladinien. Dort nimmt die Gemeinde die orographisch linke, südliche Seite des unteren und mittleren Grödner Tals (ladinisch Gherdëina) ein, wo sich drei weitere Fraktionen befinden: Runggaditsch (Runcadic, 1150 m) und Überwasser (Sureghes, 1250 m) im Talgrund am Grödner Bach (Derjon) direkt an St. Ulrich (Urtijëi) angrenzend sowie Pufels (Bula, 1500 m) in erhöhter Hanglage unter Puflatsch (Bulacia).

Blick über die Seiser Alm zur Roterdspitze und zu den Rosszähnen

Östlich über dem Eisacktal und südlich über Gröden dehnt sich die Seiser Alm (Mont Sëuc) aus, die fast die Hälfte des Gemeindegebiets einnimmt und eine eigene Fraktion mit Compatsch (1850 m) als kleinem Ortszentrum bildet. Südseitig wird die Hochfläche von der Schlerngruppe eingerahmt, dem namensgebenden Schlern (2563 m), dessen Hauptgipfel allerdings auf dem Gemeindegebiet von Völs liegt, der Roterdspitze (2655 m) und den Rosszähnen (2653 m). Diese Gipfel sind zusammen mit südlichen Teilen der Seiser Alm im Naturpark Schlern-Rosengarten unter Schutz gestellt. Im Osten wird die Hochfläche von der Langkofelgruppe begrenzt, wo Kastelruth am Mittelgipfel des Plattkofel auf 2958 m seinen höchsten Punkt hat. Zwischen dem Großen Rosszahn und dem Plattkofel bildet die Gemeindegrenze gleichzeitig die Provinzgrenze zum Trentino.

## Geschichte

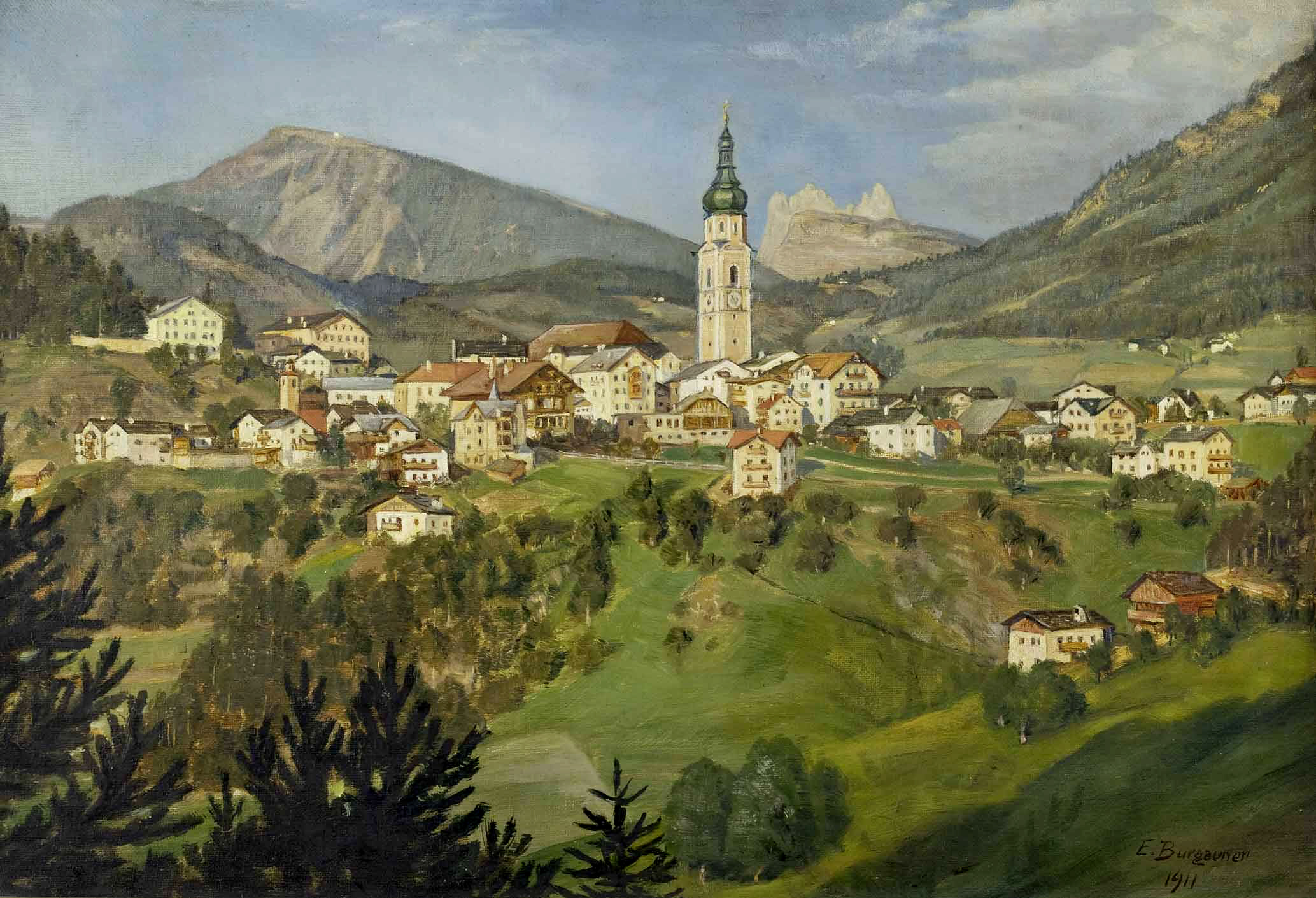
Kastelruth im Jahr 1911 auf einem Gemälde von Eduard Burgauner

Ersturkundlich wird Kastelruth als „Castellumruptum“ (zerstörte Burg bzw. Siedlung) in einer Traditionsnotiz der Bischofskirche von Säben-Brixen in den Jahren 982–988 genannt, mit welcher Bischof Albuin von Brixen mit dem Bischof Eticho von Augsburg Kircheneinkünfte in Völs, Seis und Kastelruth gegen solche in Siffian am Ritten vertauschte. 1272 wurde die Burg Kastelruth vom Brixner Bischof Bruno von Kirchberg an den Grafen von Tirol Meinhard II. übergeben.
Wie die Ortschaft in früheren Zeiten geheißen hat, ist nicht überliefert; über Aussehen, Bauart und Größe der Burg ist ebenfalls nichts Näheres bekannt. Ohne Zweifel aber stand die vorgeschichtliche Befestigung auf dem im Norden des heutigen Dorfes gelegenen Burgberg, Kofel genannt. Nach Ansicht der Geschichtsforscher dürfte die rätische Siedlung wahrscheinlich zur Zeit des Römereinfalls (15 v. Chr.) oder zur Zeit des Slaweneinfalls (617 n. Chr.) zerstört und später wieder aufgebaut worden sein. Der wuchtige viereckige Turm auf dem Kofel könnte die Stelle bezeichnen, wo sich früher eine befestigte Siedlung befand. Auf dem Gemeindegebiet wurden Reste von Wallburgen gefunden, etwa die sogenannte Burg Niemandsfreund, und Spuren von gemauerten Hütten festgestellt, etwa am Salames.
Kastelruth wechselte mehrmals seinen Besitzer. Nach den Herren von Kastelruth ging das Gebiet in den Besitz Meinhardts II., Grafen von Tirol, über. Dieser überließ es bald dem Edlen Rupert Maulrappen, Besitzer der Feste Wolkenstein in Gröden. Die Linie der Maulrappen starb in der ersten Hälfte des 14. Jahrhunderts aus. 1348 wurde Herzog Konrad Teck, Hauptmann an der Etsch, Pfandinhaber von Burg und Gericht. Zu Beginn des 15. Jahrhunderts waren Burg und Landgericht Kastelruth gemeinschaftliches Eigentum des Adelsgeschlechtes Wolkenstein-Trostburg. Ihm gehörten auch Hauenstein und Salegg sowie ausgedehnte Güter. In dieser Zeit erschienen die ersten abgabenpflichtigen Höfe, „Ronsol“, „Mutz“, „Vall“, „Mallai in Ratzes“ und „Psoi in St. Valentin“. 1490 wird Kastelruth als „dorff zu Castellrutt“  ausdrücklich als Siedlung mit Dorfcharakter bezeichnet.
In der neueren Geschichte von Kastelruth spielt die Familie Kraus von Sala eine hervorragende Rolle. Sie stammt aus Ungarn und ist durch Heirat nach Tirol gekommen. Michael Kraus war Großherr und Edler am Plattensee. Um die Mitte des 16. Jahrhunderts kam er in die Grafschaft Tirol, kaufte sich hier an und wurde später in die Adelsmatrikel von Tirol eingetragen. Von 1584 bis 1588 war er Pfleger (Richter) auf Hauenstein. Unmittelbar vor seinem Tod machte er die Stiftung für die Armen in Kastelruth, wozu er ein Kapital von 6500 Gulden, der Gulden zu 60 Kreuzer, bereitstellte, das einen jährlichen Zinsertrag von 1000 Kronen gab. Damit mussten in erster Linie Gottesdienste für die Herren von Kraus bestritten werden und mit dem Überschuss sollten die Dorfarmen beschenkt werden (Brot- und Salzverteilung an die Armen jeweils im Oktober jeden Jahres). Am 11. April starb Michael Kraus. Sein Grabstein ist in der Turmkapelle an der Mauer links des Portals befestigt. Jakob Kraus, der Neffe Michaels, errichtete an der Nordseite des Dorfplatzes den mächtigen Ansitz Krausegg, das heutige Gemeindehaus. Die Vorderseite des Hauses zeigt noch das Kraus'sche Wappen. Krausegg wurde 1607, am 2. Juni, durch Kaiser Rudolf II. zum adeligen Ansitz erhoben. Unter der Kraus'schen Herrschaft wurde das alte Römerkastell auf dem Kofel bis auf den Turm abgebrochen. Aus dem Turm schufen sie eine Dorfkapelle, deren unterer Teil dem Hl. Antonius geweiht ist. Der Schlossberg selbst wurde von Georg Kraus in einen Naturpark einbezogen (1675) und die sieben kleinen Kapellen geben ihm das Gepräge eines Kalvarienberges. Im Jahre 1847 starb das Geschlecht in männlicher Linie aus. Durch die Mildtätigkeit und durch die Baulust (die ehemaligen Kraussitze tragen heute noch die Zinnen) hatten sie sich große Verdienste erworben.

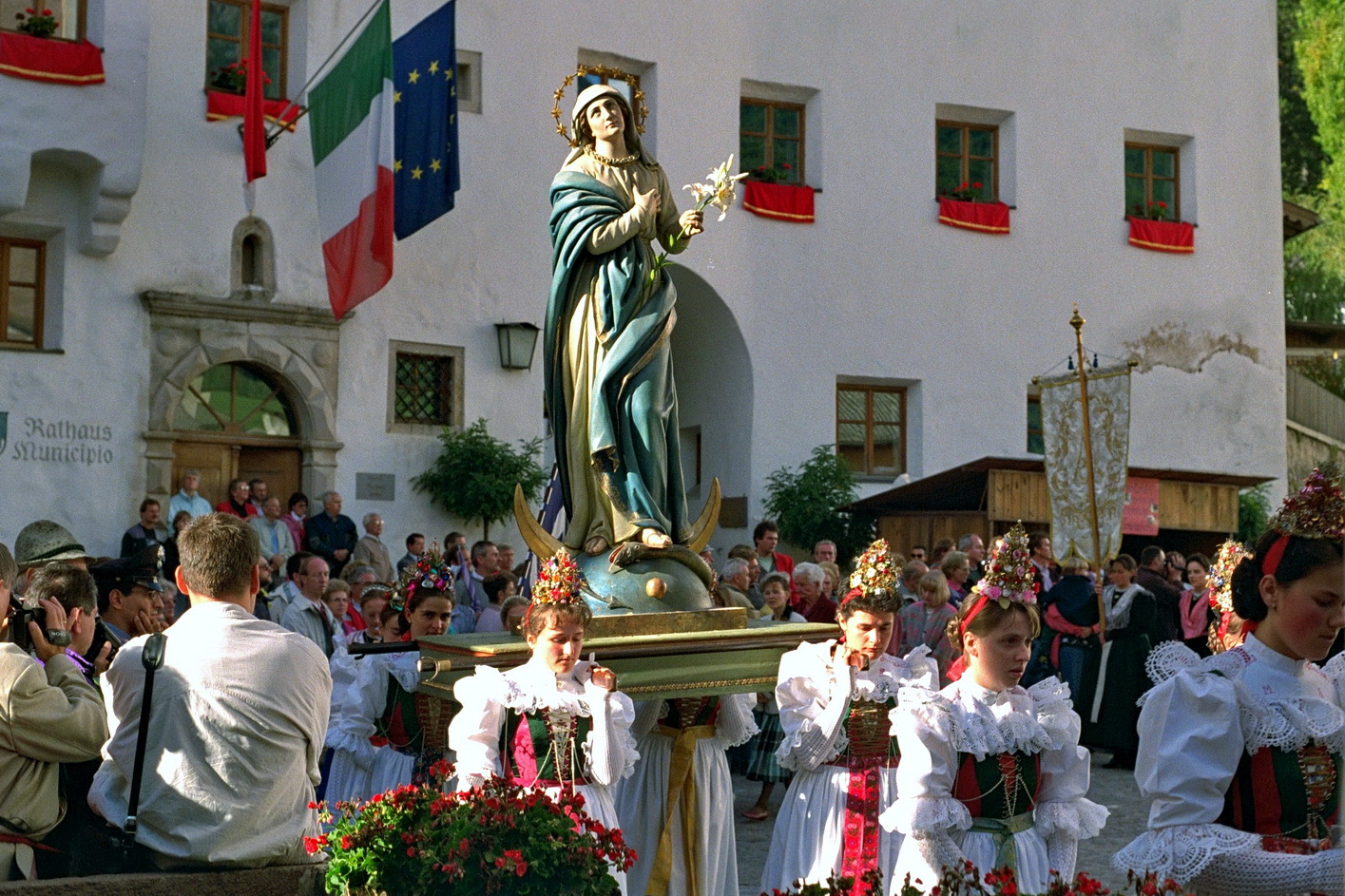
Erntedankumzug in Kastelruth

Im heutigen Turmwirtshaus erinnert der mit Wappen verzierte Ofen an das Geschlecht: Vier Kraus'sche Porträts schmücken den Gemeindesitzungssaal. Neben den bereits aufgezählten Geschlechtern finden wir noch einige Edelgeschlechter, wie Pray, Lafay und die Stamphart. Die Pray saßen auf den Prayhöfen (Ober- und Unterpray), die heute noch mit den Namen Rauch und Hohenhaus existieren, die Lafay und Stamphart auf den gleichnamigen Höfen. Die Lafay hatten im ausgedehnten Mittelalter das Richteramt inne. Kastelruth besaß nämlich in alter Zeit das Landesgericht mit höherer Gerichtsbarkeit, denn es übte auch den Blutbann aus und hatte einen Galgen. Der Galgenhügel war am Telfnerbühel. Meistens waren Erbstreitigkeiten, Ehezwiste und sonstige Delikte Anlass von Verhandlungen. Eine besondere Rolle spielen die Hexenprozesse.
Erwähnenswert scheint, dass einige Höfe dem Landgericht gegenüber zu besonderen Leistungen verpflichtet waren. So oblag es z. B. dem jeweiligen Besitzer des Mesnerhofes in St. Michael, die schuldigen Personen gefangen zu halten, sie zu züchtigen, zu binden u. a. m. Durch die jährliche Abgabe von einem Star Weizen und zwei Star Roggen konnte er sich allerdings von dieser leidigen Aufgabe befreien. Ähnliche Verpflichtungen hatten der Fill-, Ritsch- und Malsinhof in St. Michael. Die letzte Urteilsvollstreckung des Landesgerichts Kastelruth erfolgte 1778, wobei ein gewisser Peter Insam wegen Brandstiftung mittels Strang und Scheiterhaufen hingerichtet wurde. Bis ungefähr zum Jahre 1924 hatte Kastelruth ein eigenes Bezirksgericht, das aber dann nach Klausen verlegt wurde.
Die ergiebigste Erwerbsquelle für die Bewohner dieses Landesgerichtes war die Viehzucht, unterstützt von den weiten und futterreichen Alpen- und Bergwiesen. Aus Kastelruth-Völs-Gröden wurden jährlich an die 1600 gemästete Rinder nach Bozen und in das italienische Tirol verkauft und der Bestand an Kühen überschritt diese Zahl um das Dreifache.
In Kastelruth hat schon im frühen Mittelalter eine Kirche bestanden. Um das Jahr 1191 wird erstmals die Pfarrei Sankt Peter erwähnt. Diese wurde im Jahre 1823 zum Dekanat erhoben. Der Pfarrbezirk des Dorfes mit der nächsten Umgebung hieß St. Peter-Malgrei. Unter Malgrei verstand man das Gebiet all jener Höfe, die zur selben Kirche gehörten.

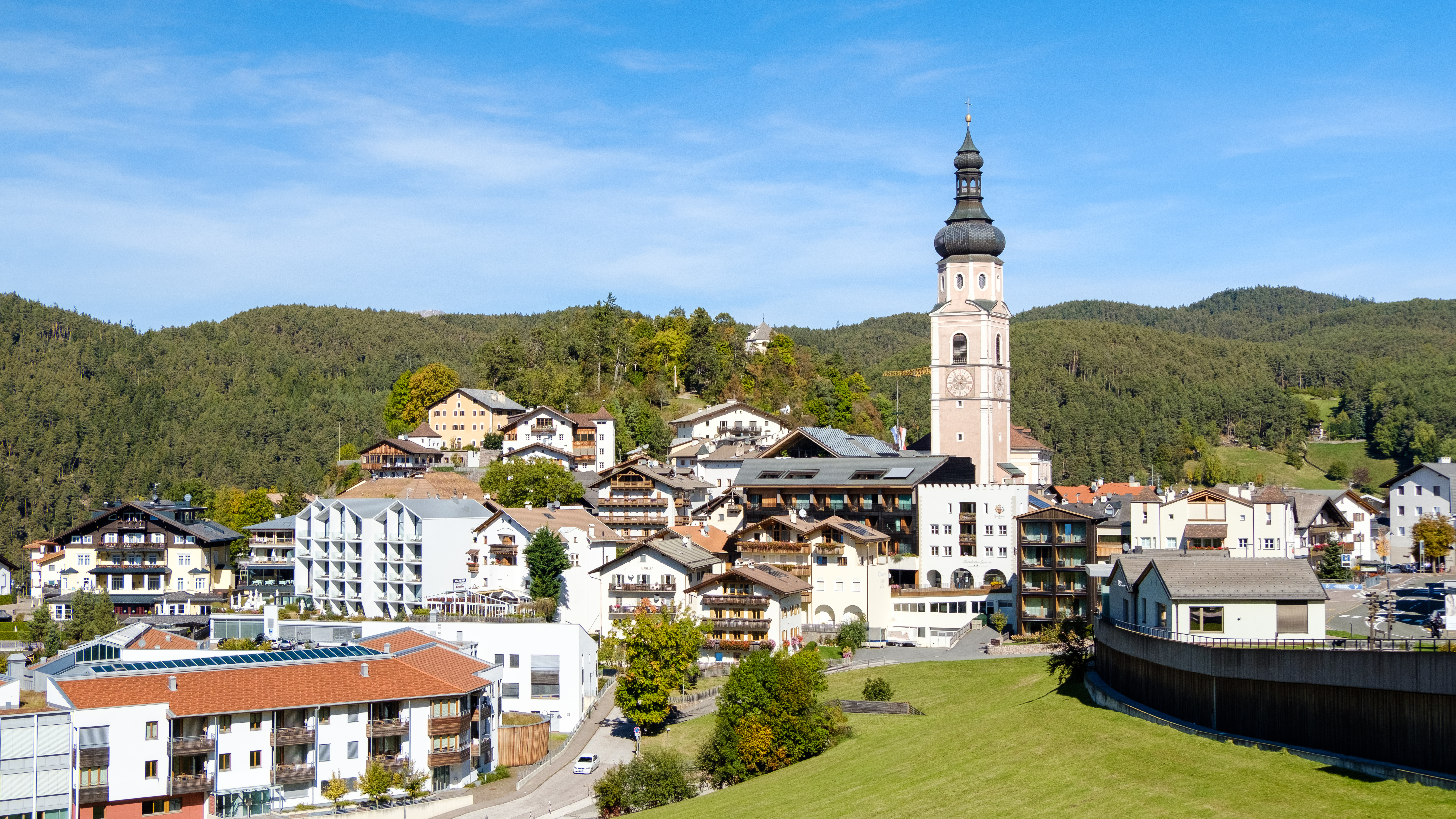
Kastelruth mit Sankt Peter und Paul

Am 24. Mai des Jahres 1752 (oder 1753) wurde der Ort von einem furchtbaren Brand heimgesucht, dem die Pfarrkirche, der Turm und ein Großteil des Dorfes zum Opfer fielen. Das Dorf wurde wieder neu aufgebaut. Der heutige Turm steht an der Stelle des früheren gotischen Turmes, der beim Großbrand so stark gelitten hat, dass nach der Urkunde des Pfarrarchivs sämtliche acht Glocken geschmolzen sind.
Im Jahre 1835 ging der Kofel an die Gemeinde über und dient heute hauptsächlich als Aufenthaltsort für Touristen sowie als beliebter Tummelplatz für Dorfjugend.
Zu Beginn des 20. Jahrhunderts wurden die Dorfwasserleitungen gelegt, um das Jahr 1905 das elektrische Licht installiert. 
Aufgrund der Niederlage Österreich-Ungarns im Ersten Weltkrieg und des Vertrages von Saint-Germain kam der Ort zusammen mit Südtirol 1920 zum Königreich Italien.
Im Jahr 1925 wurde die alte Postkutsche vom Postauto abgelöst, während bis dahin in Kastelruth jeglicher Autoverkehr verboten war.

## Politik

### Bürgermeister
Bürgermeister seit 1952:
- Josef Egger: 1952–1956
- Josef Trocker: 1956–1969
- Josef Fulterer: 1969–1974
- Josef Gasser: 1974–1980
- Vinzenz Karbon: 1980–2004
- Hartmann Reichhalter: 2004–2010
- Andreas Colli: 2010–2022
- Cristina Pallanch: seit 2022

### Fraktionen

Runggaditsch in Gröden
Überwasser in Gröden
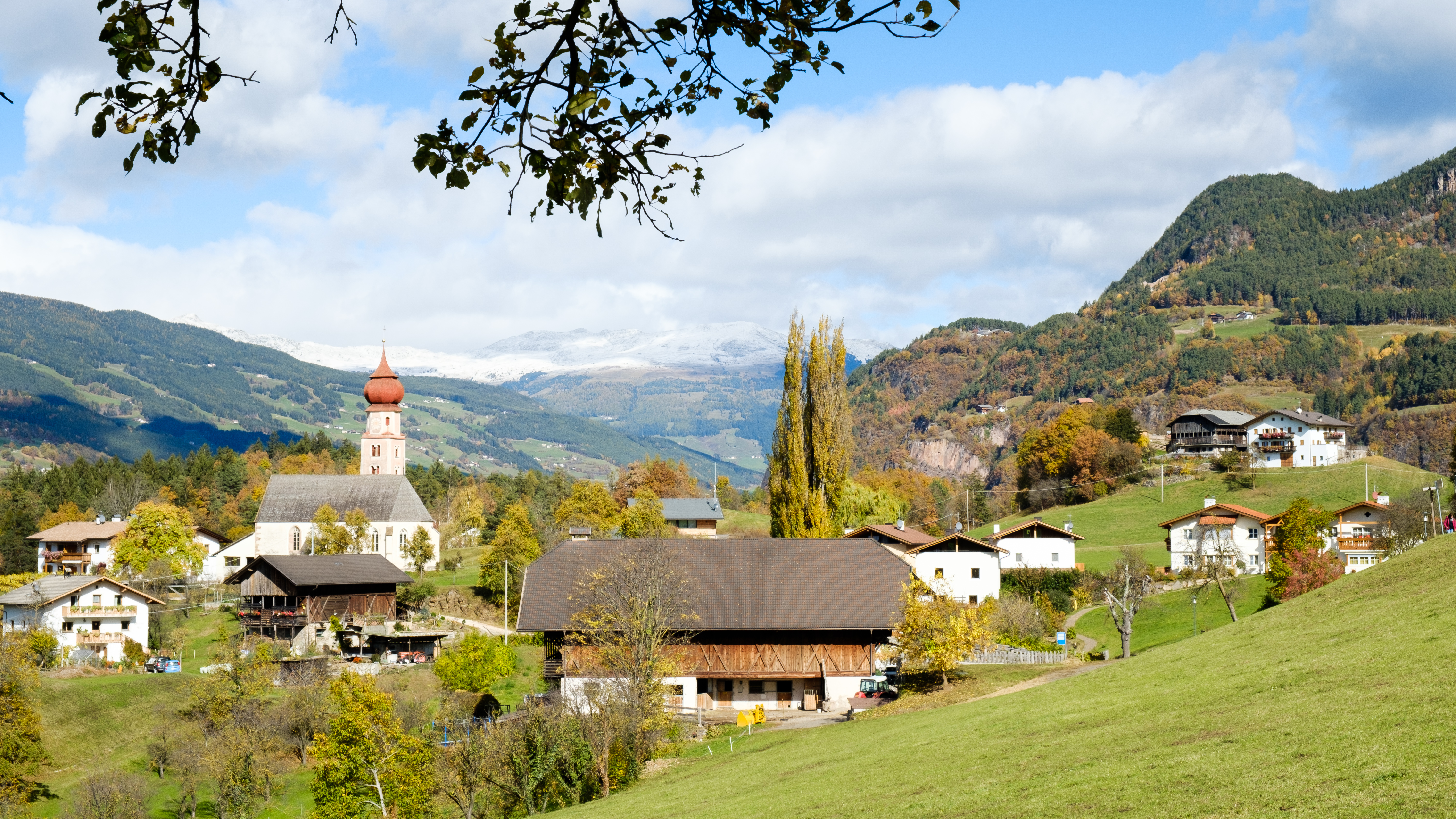
St. Oswald
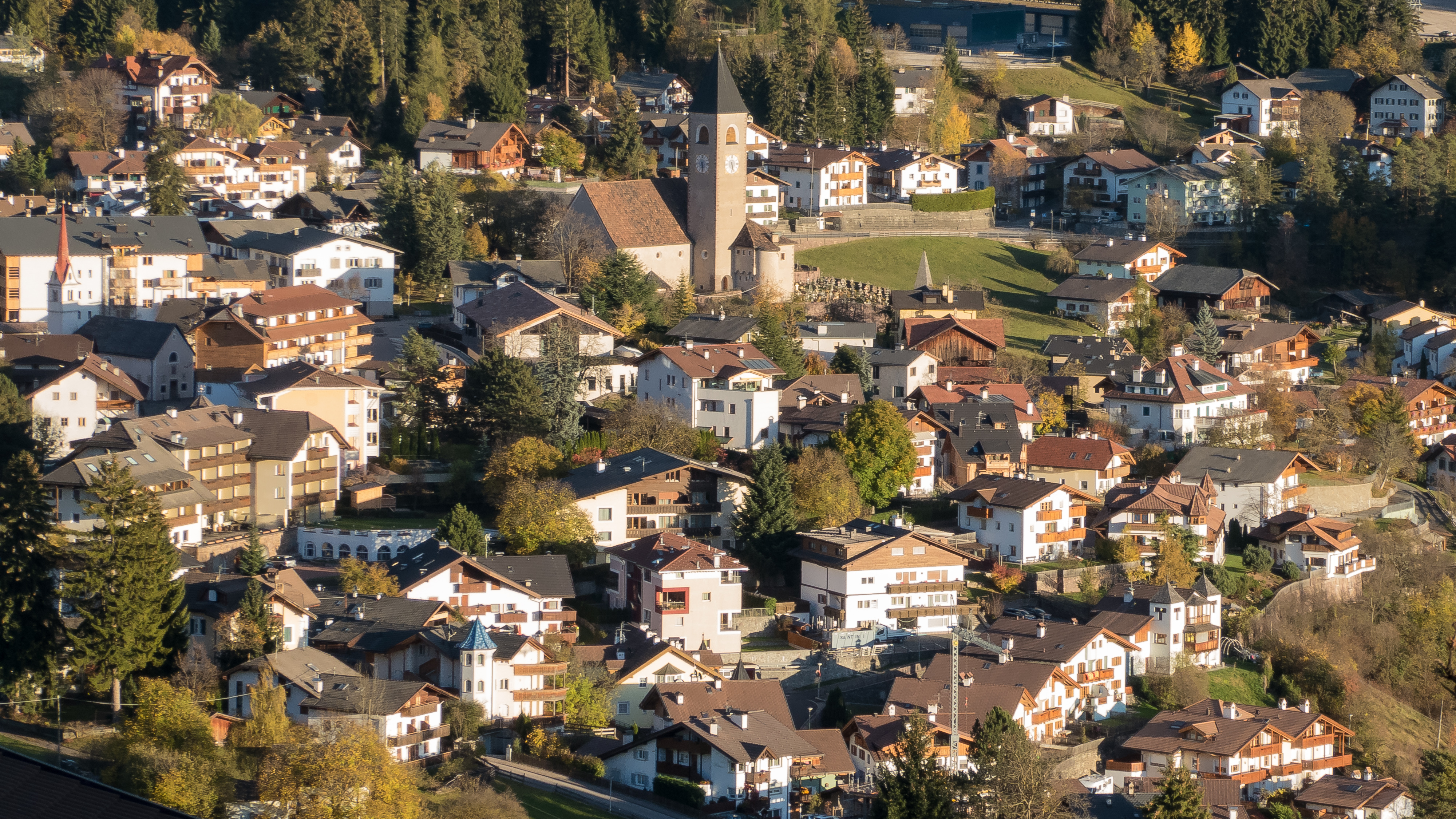
Seis am Schlern
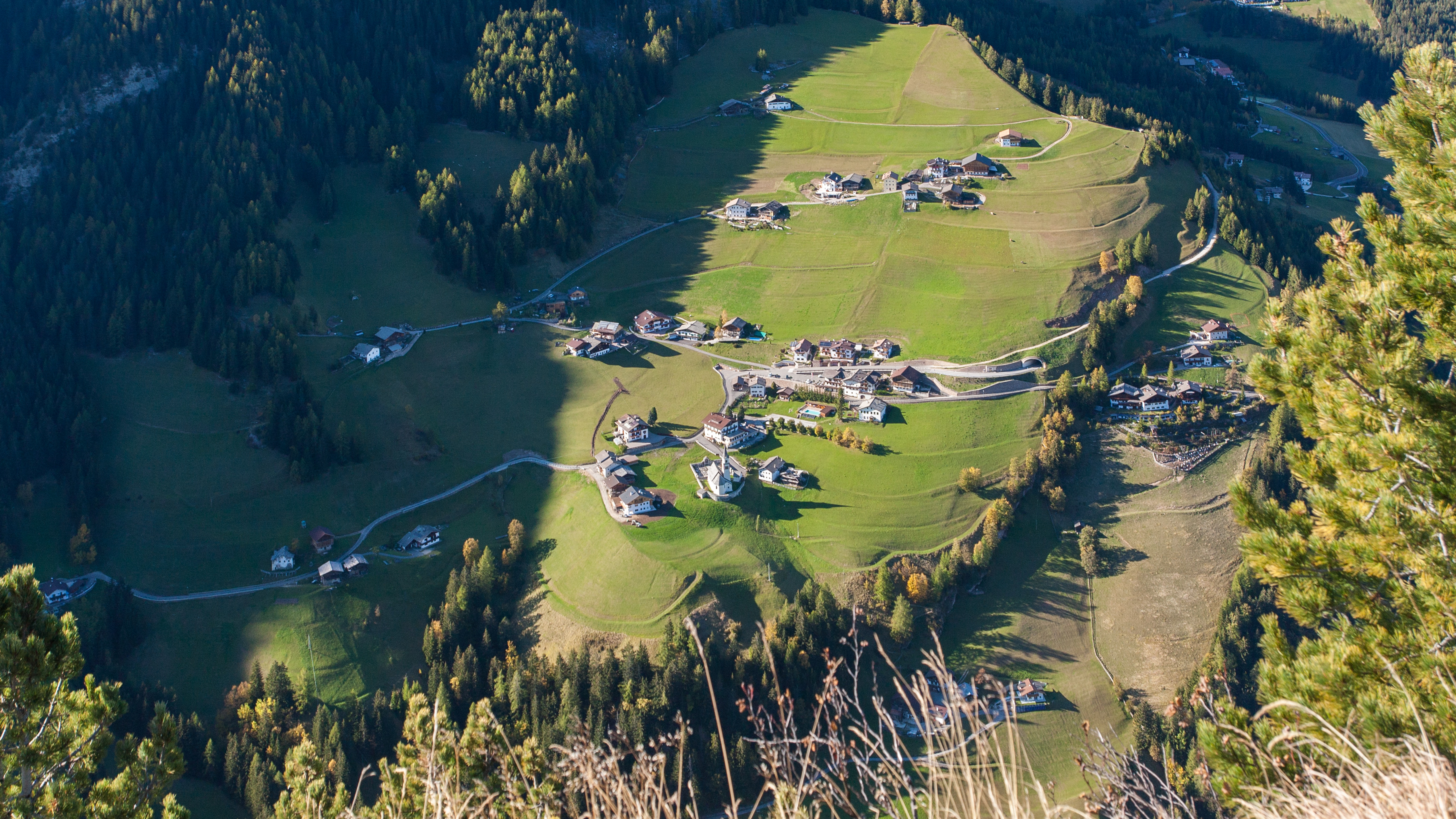
Pufels in Gröden
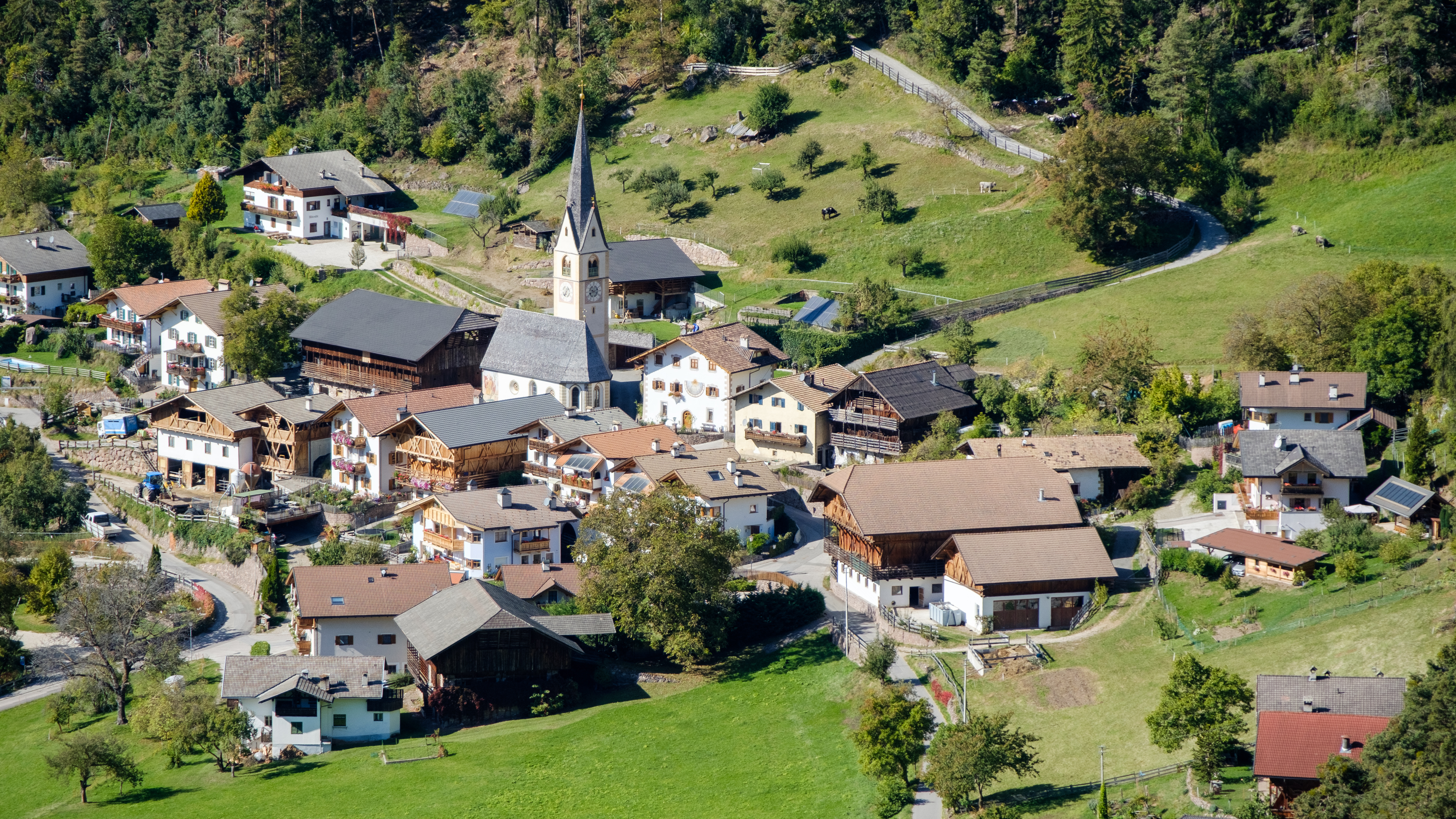
Tisens

### Wappen
Wappenbeschreibung: In Blau und Silber schrägrechte Schrägzinnenteilung.

## Sprachen
Gemäß der Sprachgruppenerhebung von 2024 sind rund 80 % der Einwohner Kastelruths deutschsprachig und etwa 15 % ladinischsprachig. Bei den Ladinern handelt es sich in erster Linie um die Bewohner der Grödner Fraktionen Sureghes, Runcadic und Bula (deutsch Überwasser, Runggaditsch, Pufels).
Viele Hof-, Flur- und Ortsnamen in und um Kastelruth bezeugen, dass Ladinisch einst weiter verbreitet war als heute. Wie im ganzen unteren Eisacktal wurde bis ins 13. Jahrhundert auch im Gebiet von Kastelruth mehrheitlich die ladinische Sprache gesprochen, in der Fraktion St. Michael fand der Sprachwechsel zum Deutschen sogar erst nach 1600 statt.
Die seit 1981 erhobenen Sprachgruppenzugehörigkeitserklärungen bzw. Sprachgruppenzuordnungserklärungen zeigen, dass Kastelruth eine mehrheitlich deutschsprachige Gemeinde mit einer signifikanten ladinischen Minderheit ist. Als Berechnungsgrundlage der folgenden Prozentwerte wurden die gültigen Erklärungen von Personen mit italienischer Staatsbürgerschaft herangezogen.
| Sprache     | 1981    | 1991    | 2001    | 2011    | 2024    |
| ----------- | ------- | ------- | ------- | ------- | ------- |
| Deutsch     | 82,16 % | 83,03 % | 81,83 % | 80,94 % | 78,47 % |
| Ladinisch   | 15,53 % | 14,35 % | 14,74 % | 15,37 % | 15,81 % |
| Italienisch | 2,32 %  | 2,61 %  | 3,43 %  | 3,69 %  | 5,72 %  |

## Bildung
In Kastelruth bestehen öffentliche Bildungseinrichtungen für die deutsche und die ladinische Sprachgruppe. Für die deutsche Sprachgruppe gibt es vier Grundschulen im Hauptort Kastelruth, in Seis, St. Michael und St. Oswald, sowie eine Mittelschule im Hauptort. Für die ladinische Sprachgruppe gibt es eine Grundschule in Runggaditsch (Runcadic).

## Wintersport
Das Marinzen genannte Skigebiet bestand bis 2010 aus einem Doppelsessel- und zwei Schleppliften, die einige als mittelschwer (rot) eingestufte Pisten erschlossen. Da die Anlagen veraltet waren, wurden sie 2011/12 nicht mehr in Betrieb genommen; eine Modernisierung und Erweiterung (Anbindung an die Seiser Alm, Schlepplift, Beschneiungsanlage) ist angedacht. Die Hauptpiste wurde 2012 noch beschneit und für einen Sprungwettbewerb genutzt.

## Persönlichkeiten
- Oswald von Wolkenstein (um 1377–1445), Dichter, Komponist und Diplomat
- Joseph Anton Hofer (1742–1820), Theologe
- Johann Burgauner (1812–1891), Maler
- Julius Platter (1844–1923), Ökonom
- Josef Parschalk (1864–1932), Bildhauer
- Eduard Burgauner (1873–1913), Maler
- Emanuel Fohn (1881–1966), Maler und Kunstsammler
- Leo Santifaller (1890–1974), Historiker
- Karl Vigl (1898–1965), Kirchenmusikkomponist und Kirchenmusiker
- Paula Wiesinger (1907–2001), lebte auf der Seiser Alm, Bergsteigerin, Kletterin und Skirennläuferin
- Herbert Demetz (1936–1965), Autorennfahrer
- Hans Goller (* 1942), Philosoph
- Oswald Sattler (* 1957), Musiker
- Norbert Rier (* 1960), Sänger, Chef der Kastelruther Spatzen
- Christine Novakovic (* 1964), ehemalige CitiBank- und Hypo-Vereinsbank-Managerin
- Siegfried Schieder (* 1968), Politikwissenschaftler
- Denise Karbon (* 1980), Skifahrerin
- Peter Fill (* 1982), Skifahrer
- Florian Schieder (* 1995), Skirennfahrer
- Verena Gasslitter (* 1996), Skifahrerin

Sehr bekannt ist auch die Musikgruppe Kastelruther Spatzen. Einen Namen hat sich ferner das Kastelruther Männerquartett (Ewald Mahlknecht, Robert Sattler, Josef Gruber und Stefan Kaser) gemacht, das oft mit Oswald Sattler zusammen arbeitet.

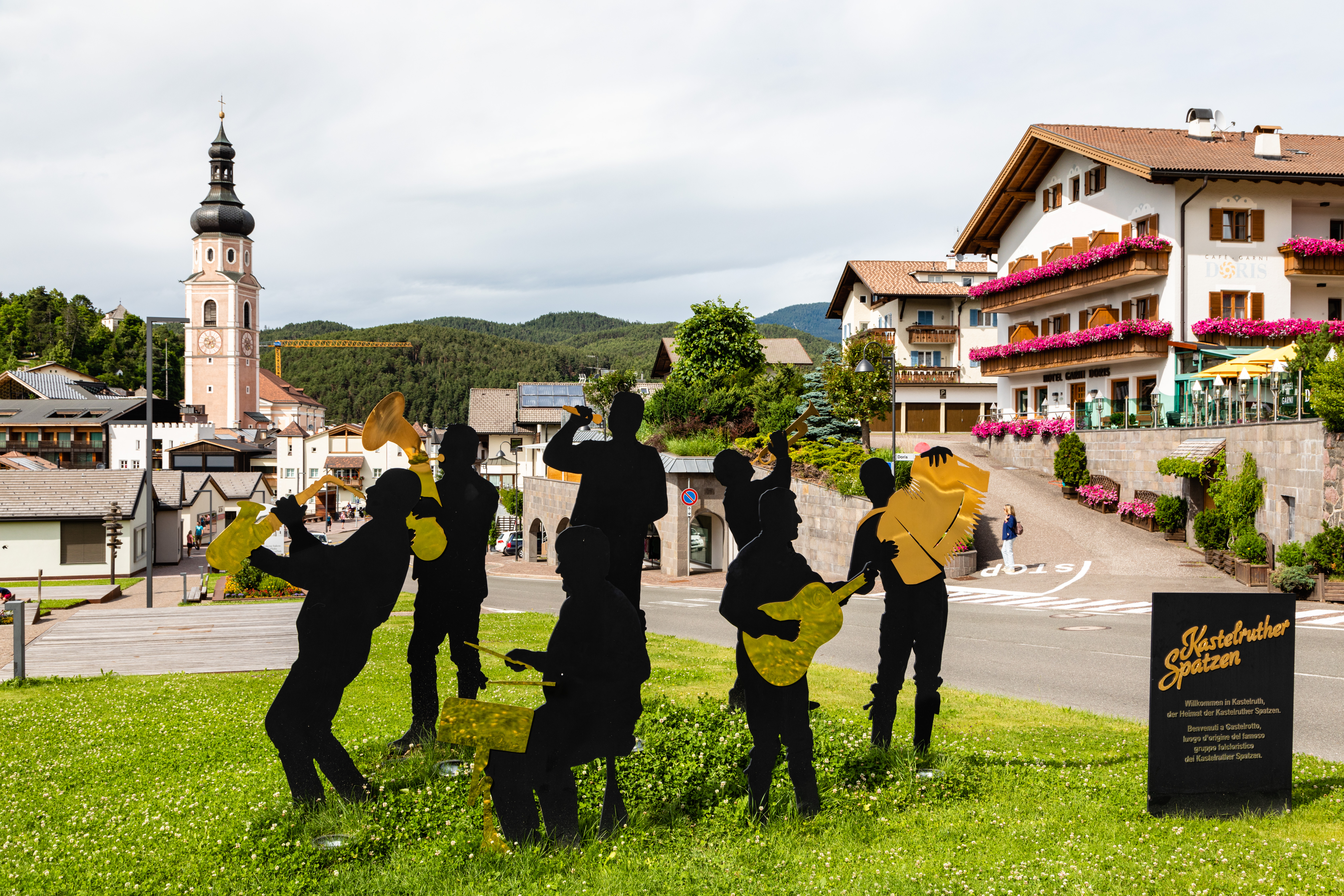
Darstellung der Kastelruther Spatzen am Ortseingang von Kastelruth

## Alljährliche Veranstaltungen
- Pestprozession (am Freitag nach Christi Himmelfahrt)[12]
- Oswald-von-Wolkenstein-Ritt (Ende Mai/Anfang Juni)
- Kastelruther Spatzen Open Air (Mitte Juni)
- Kastelruther Dorffest (Ende August)
- Kastelruther Spatzenfest (Mitte Oktober)

## Sehenswürdigkeiten
- Pfarrkirche St. Peter und Paul
- Kapelle St. Anton am Kofel

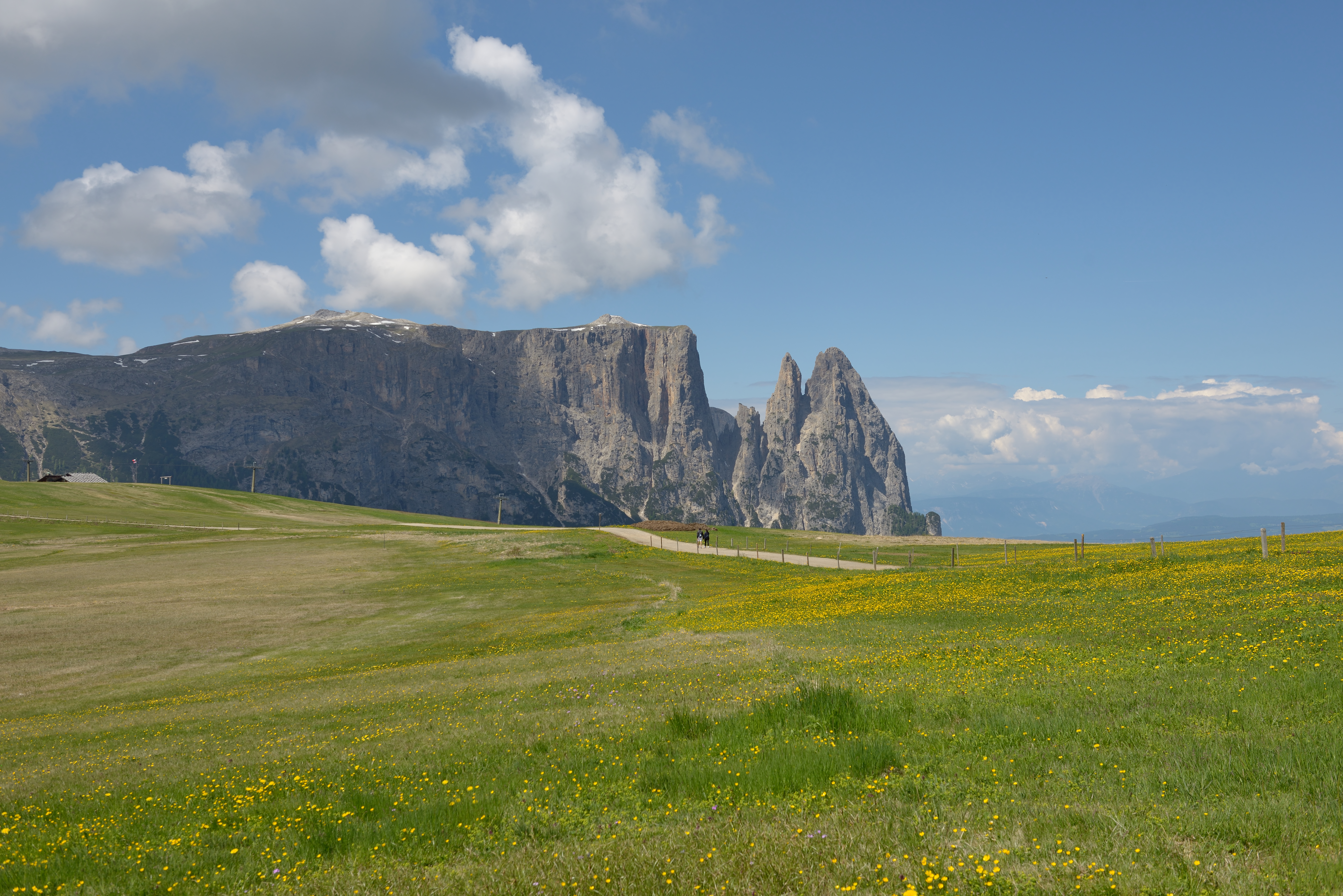
Der Schlern von der Seiser Alm

- Kalvarienberg (von den Einheimischen „Kofel“ genannt): Dieser ist eine Kuppe nordwestlich vom Hauptort, auf dem der Kreuzweg Jesus anhand von sieben kleinen Kapellen mit holzgeschnitzten, lebensgroßen Figuren aus dem neuen Testament nachgestellt wird. Am zentralen Punkt des Kofels befinden sich Teile des Turms, der zur zerstörten Kastelruther Burg gehört. Die „zerfallene Burg“ ist Namensgeber des Ortes Kastelruth, der sich aus dem Lateinischen „Castellum Ruptum“ ableitet.[13]

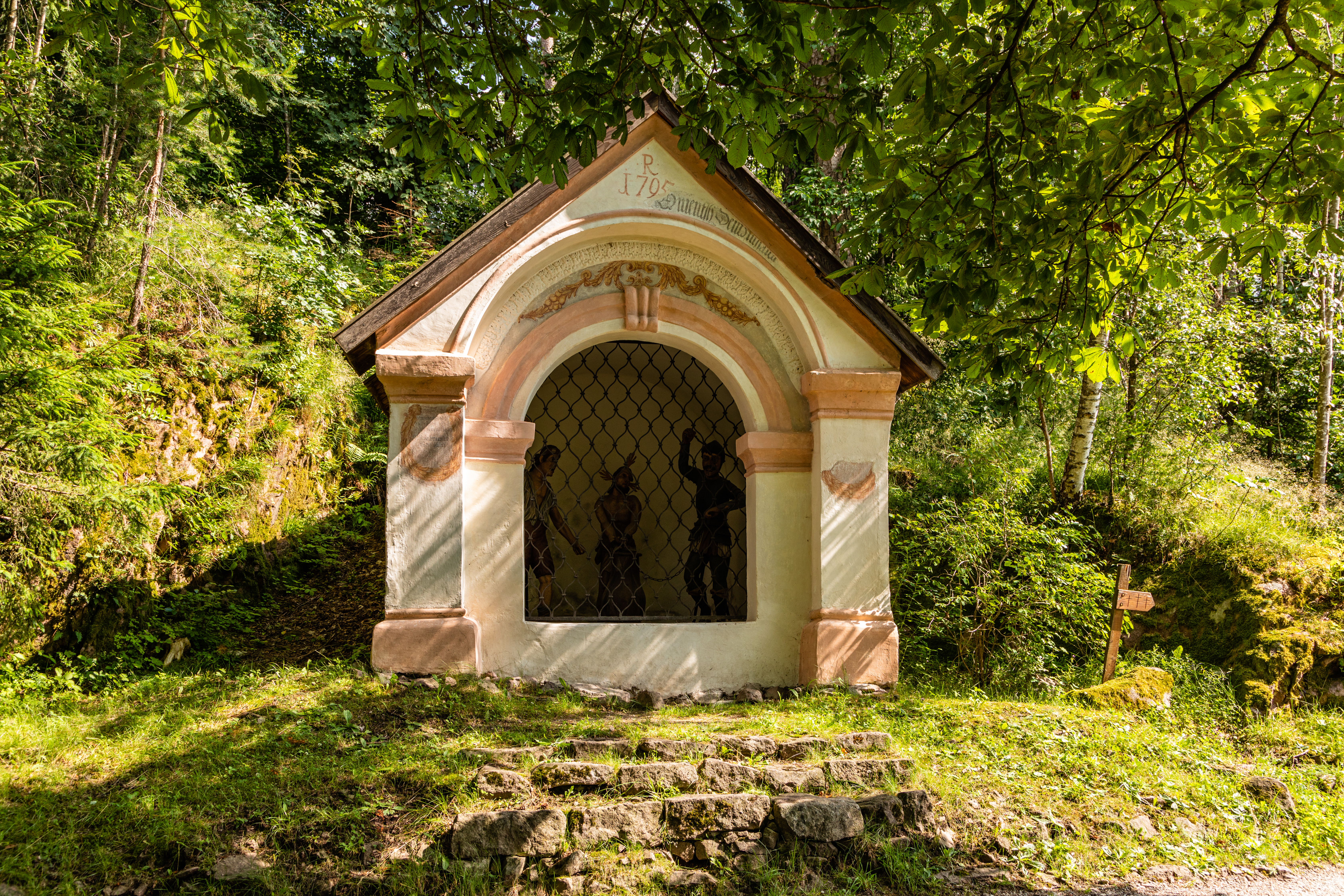
Kalvarienberg Kapelle
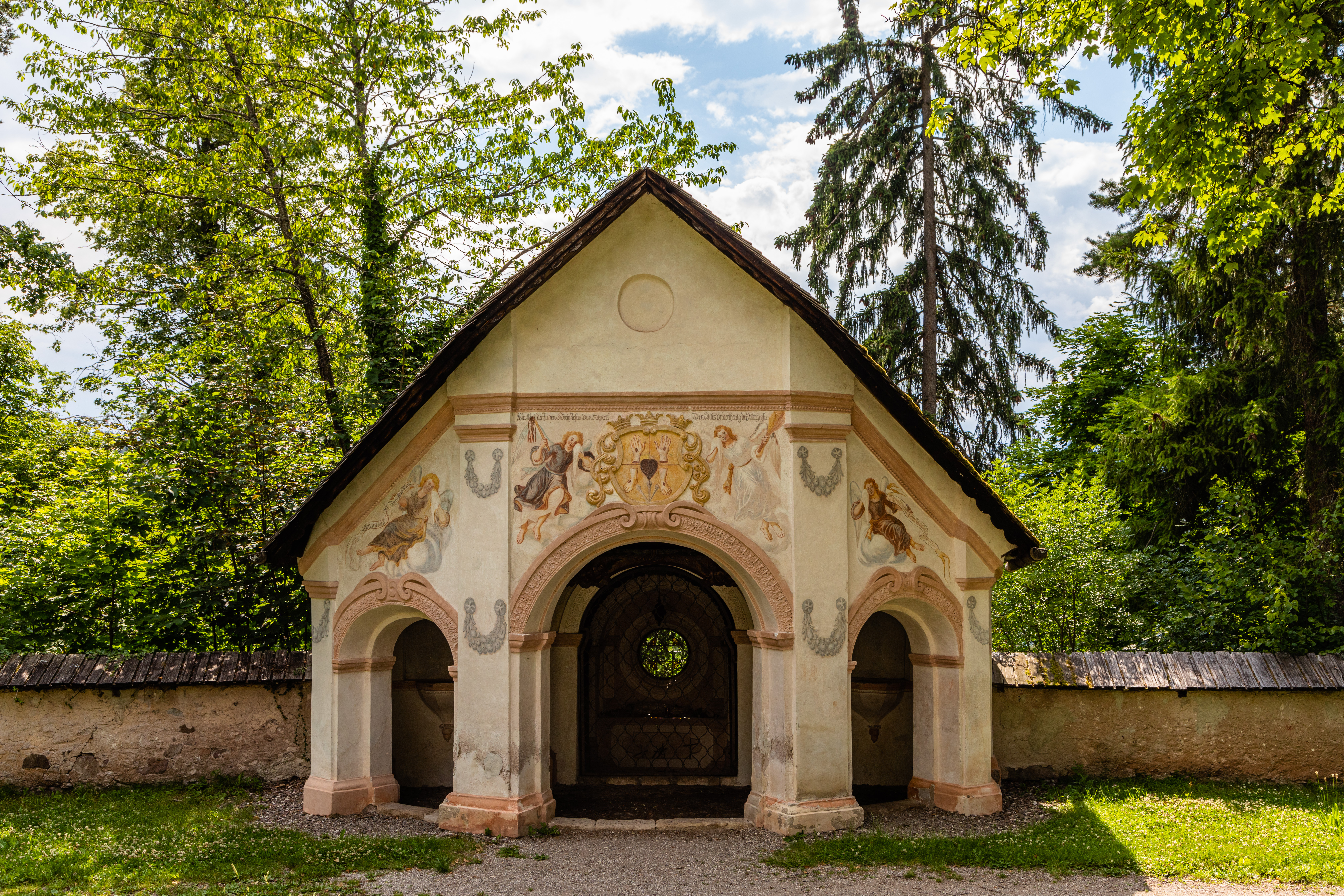
Kalvarienberg Kapelle
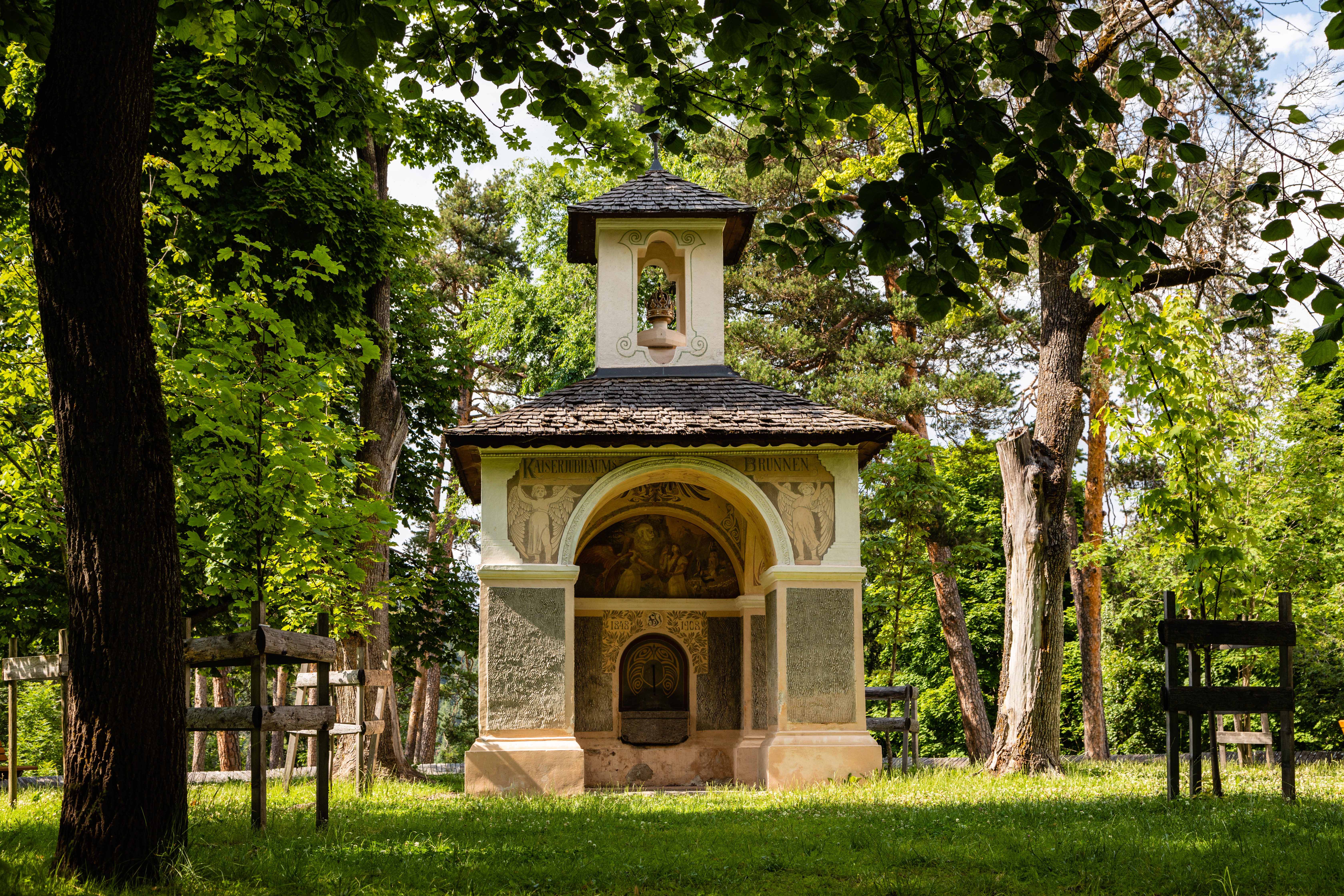
Kaiserbrunnen zum 60. Regierungsjubiläums von Kaiser Franz Joseph I.
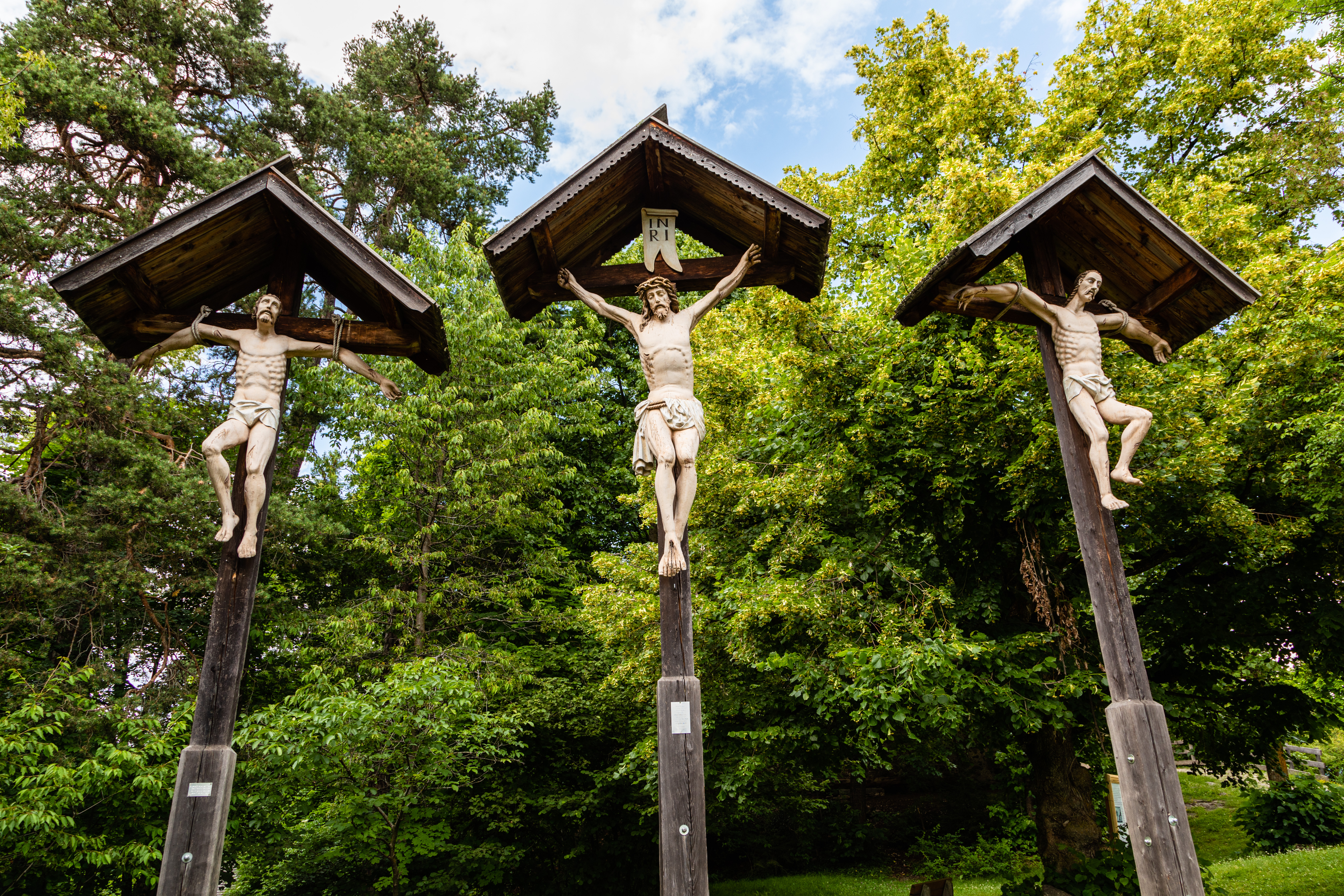
Kalvarienberg Kreuzigung
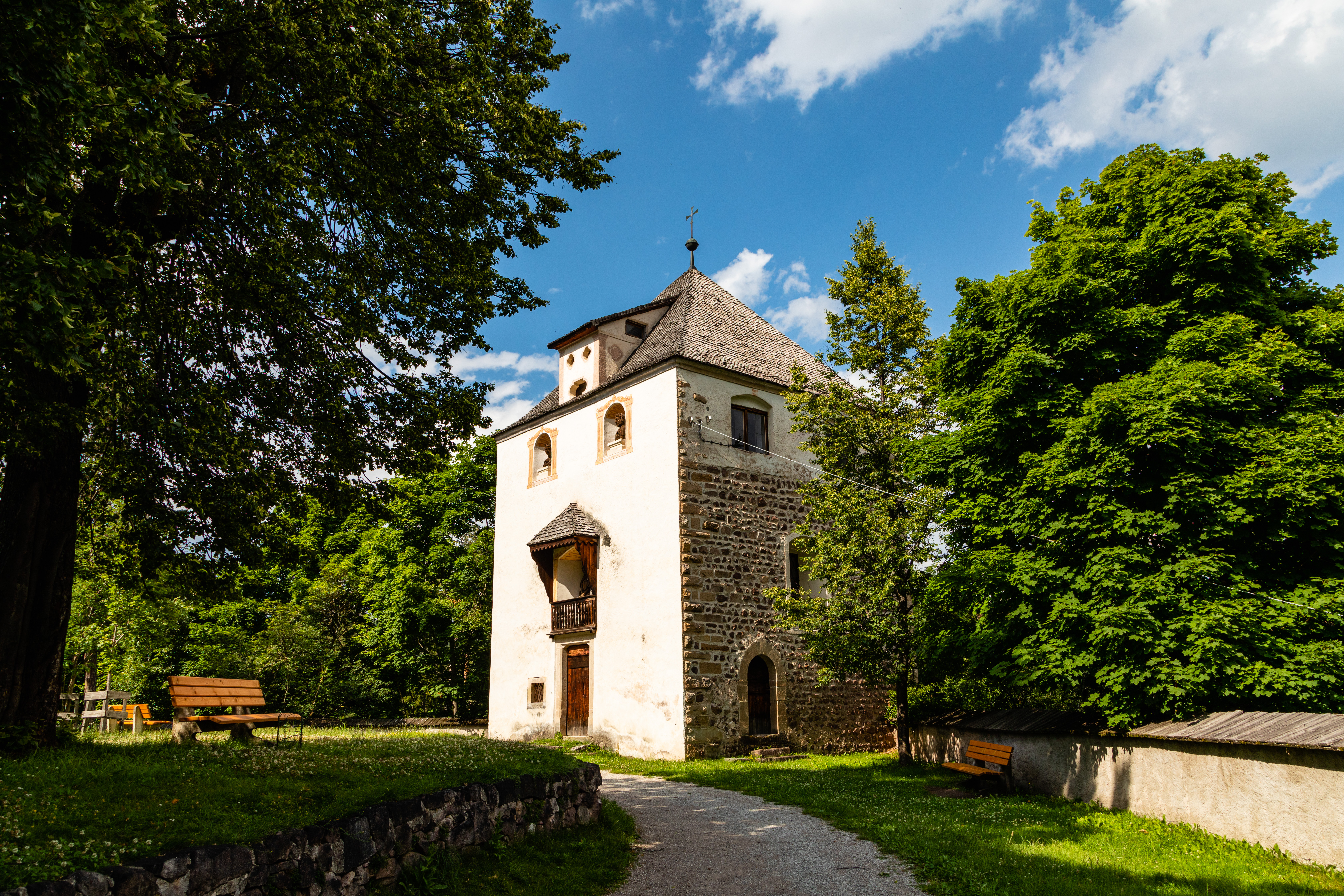
Turm der ehemaligen Burg auf dem Kalvarienberg
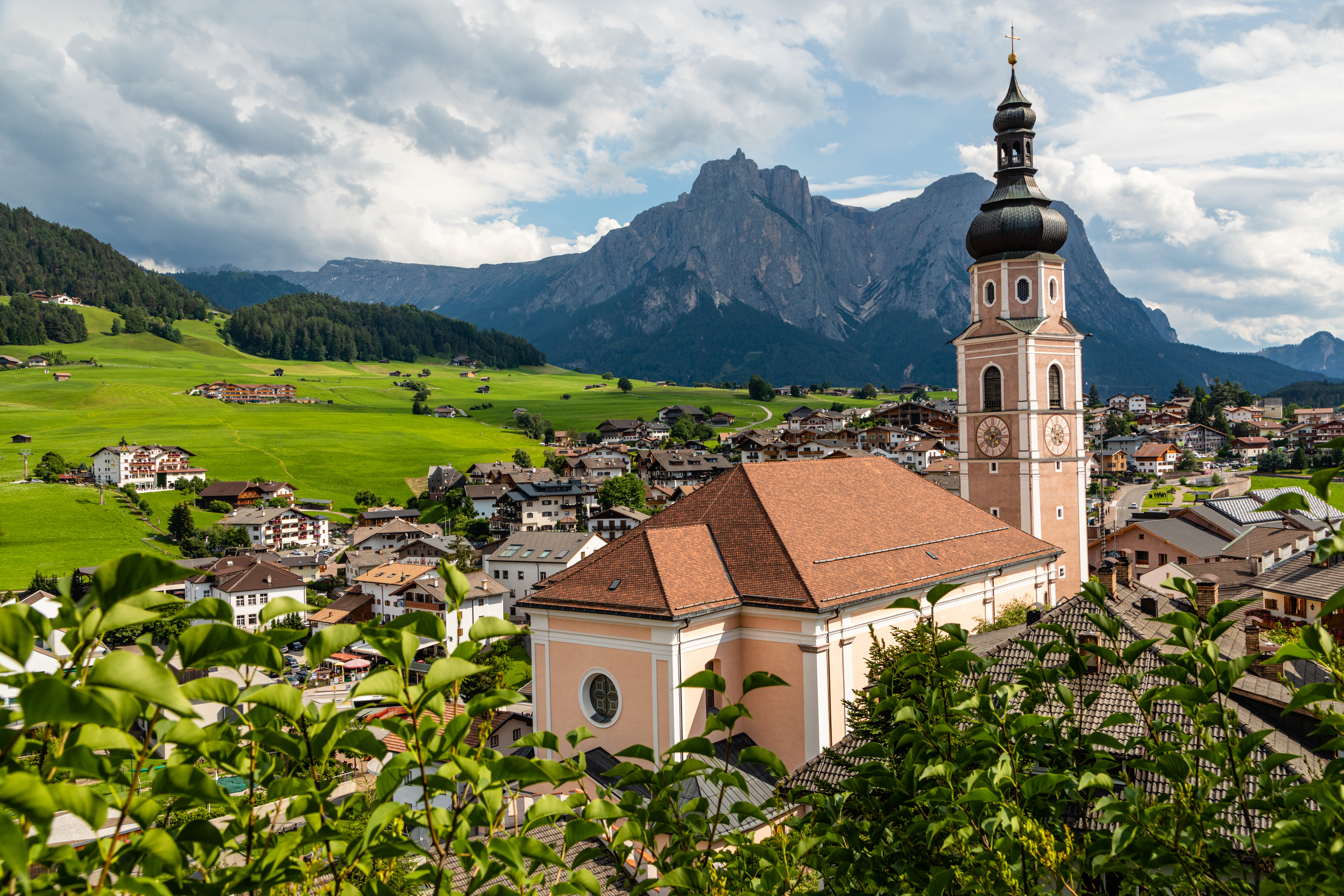
Die Pfarrkirche in Kastelruth vom Kalvarienberg aus gesehen